# Großsteingräber bei Wersen
Die Großsteingräber bei Wersen  sind eine Gruppe von ehemals drei Grabanlagen der jungsteinzeitlichen Trichterbecherkultur nahe dem zur Gemeinde Lotte (Westfalen) gehörenden Ortsteil Wersen im Kreis Steinfurt, Nordrhein-Westfalen. Von diesen Gräbern existieren nur noch zwei, das Dritte wurde im 19. Jahrhundert zerstört. Die beiden erhaltenen Anlagen tragen die Sprockhoff-Nummern 983 und 984. Grab 1 (Nr. 983) ist auch unter dem Namen Kleine Sloopsteine, Grab 2 (Nr. 984) als Große Sloopsteine bzw. Sloopsteine bekannt.

## Lage
Grab 1 befindet sich etwa einen Kilometer nordwestlich der Bauerschaft Halen. Grab 2 liegt zwei Kilometer nordnordwestlich von Wersen. 500 m südwestlich hiervon befand sich das dritte Grab. Gute 500 m nordwestlich von Grab 2 liegt das Großsteingrab Osterbeck.

## Forschungsgeschichte
2014 wurden die Großen Sloopsteine neu vermessen. 2015 wurden zwei neben der Grabkammer gelegene Schutthügel untersucht, die Aushub aus der Kammer enthielten. 2017 wurden Reste des zerstörten Grabs 3 wiederentdeckt. 2020 fand eine Nachgrabung an den Kleinen Sloopsteinen statt.

## Beschreibung

### Grab 1

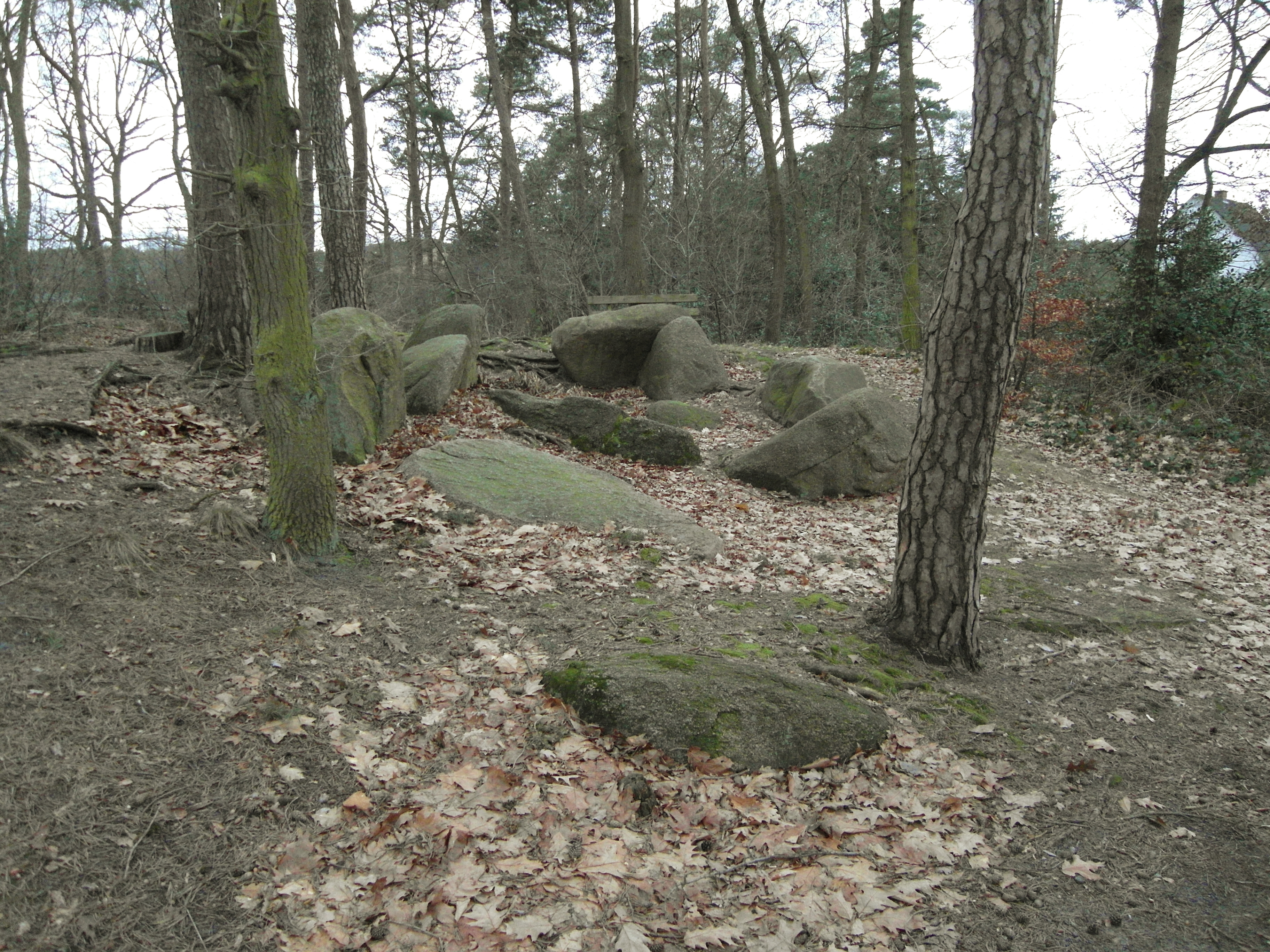
Grab 1 („Kleine Sloopsteine“)

Die Anlage besitzt eine längliche Hügelschüttung und ist annähernd ost-westlich orientiert. Am westlichen Ende des Hügels befindet sich ein einzelner Stein, von dem aber nicht sicher gesagt werden kann, ob er den Rest einer Umfassung darstellt. Die Grabkammer hat eine Länge von 7 m und eine Breite von 1,5 m. Sie besitzt noch neun Wandsteine: je einen Abschlussstein an den Schmalseiten sowie vier Steine an der nördlichen und drei an der südlichen Langseite. Bis auf einen Stein der nördlichen Langseite und den östlichen Abschlussstein stehen noch alle in situ. Ursprünglich dürften sich an den Langseiten fünf Wandsteinpaare befunden haben. Die Decksteine liegen teils außerhalb der Kammer, teils sind sie in deren Inneres gestürzt.

### Grab 2
Die Sloopsteine bestehen aus einer langen Grabkammer, die in recht engem Abstand von einer steinernen Umfassung umschlossen ist. Eine Hügelschüttung ist nicht auszumachen. Die Anlage ist ungefähr ost-westlich orientiert. Die Grabkammer gehört wohl zum Typ der Ganggräber. Sie hat eine Länge von 18,5 m und in der Mitte eine Breite von 1,8 m. Auf der nördlichen Langseite sind noch zehn Wandsteine vorhanden, von denen acht in situ stehen. Der ursprünglich zweite Wandstein von Westen aus gesehen fehlt. Die südliche Langseite besitzt noch 13 Wandsteine, hiervon noch sieben in situ. Fünf Steine sind in die Kammer gekippt, ein weiterer nach außen. Von den elf erhaltenen Decksteinen ruhen noch zwei in ihrer ursprünglichen Position, die restlichen sind in die Kammer gestürzt oder nach außen weggeschleppt worden. Ein vor der südlichen Langseite liegender Stein kann möglicherweise als Deckstein des Gangs angesehen werden. Von der Umfassung sind nur noch Reste erhalten. Sie hat eine Länge von 23,5 m und eine Breite von 7,5 m.

## Funde
Bei der Grabung von 2015 wurden Keramikscherben der Trichterbecherkultur sowie unspezifische Feuerstein-Artefakte und kleine Platten aus Sandstein und Kalkstein gefunden. Letztere waren Teil des ursprünglichen Kammerpflasters. Überraschenderweise waren auch noch größere Mengen menschlicher Knochenreste erhalten. Die Keramik datiert in die Stufen 4–6 des von Anna Brindley aufgestellten typologischen Systems der Trichterbecher-Westgruppe. Dies entspricht dem Zeitraum 3250–2860 v. Chr. Eine Radiokohlenstoffdatierung der Knochenreste ergab ähnliche Werte zwischen 3350 und 2850 cal. BC.

## Filme
- Eine archäologische Zeitreise in die westfälische Jungsteinzeit: Die Großen Sloopsteene. Altertumskommission für Westfalen. In: YouTube. 19. Juli 2022, abgerufen am 4. August 2022.